# 未来羽
未来羽（みらう）は、日本の女性声優である。主にアダルトゲームに声をあてている。

## 出演

### ゲーム
太字は主役・メインキャラクター。

#### 2005年
- 姦狩〜凌辱報告書〜（和泉 遥）
- モノごころ、モノむすめ。（向塚 茉莉音）
- 姉×弟〜メイド喫茶細腕繁盛記〜（芹沢 沙織）※同人ソフト

#### 2006年
- すくーるヘブン らぶえろハーレム☆ももいろタイフーン（獅堂 葵）
- まほ☆がく〜まほろば国際防衛大学付属学園〜（春日 桜）
- 幼辱 〜天使たちの檻〜（藤木 凛）
- 姫巫女（2006年 - 2008年、雀宮小鳥）- 2作品
- 学園天獄〜巨乳でイキまくり〜（淡路 麗子）
- 炎の孕ませ人生 〜あの頃に戻って孕ませナイト〜（君塚 秋帆、及川 麻奈、美里）
- 奴隷な彼女2（矢口アスカ）
- メイドさんと大きな剣（愛染 理緒）
- 逸脱愛 〜オレニヤラセロ〜（芦屋 梓）
- 魔法天使ミサキ2（椚 愛奈、椚 佑奈）
- あいかぎ2 〜濡れた髪が乾く前に〜（伊吹 しおり）
- まいしすっ!☆トゥインクル（高峰 美羽）※同人ソフト
- 瑞本つかさ先生の「エッチ」を覚える大人の性教育レッスン!!（藪原 詩織）
- ふぃぎゅ@メイト（カナイ・ジュリアラス、ジェノサイド）

#### 2007年
- 淫行可憐同好会（雪輪 六華）
- 凌辱ゲリラ狩り3（ノーラ・スチュアート）
- 赤いCanvasシリーズなでしこ 〜朱色のらせん〜（神楽坂 皐月）
- 綾瀬家のオンナ〜淫華の血脈〜（山北 宇宙）
- 背徳の学園2 -闇を継ぐ者-（椎名 沙織）
- からふるエデュケーション（反町 藍奈）※同人ソフト
- 遊撃警艦パトベセル 〜こちら首都圏上空青空署〜（七瀬 ヒカリ）
- ふぃぎゅ@謝肉祭（カナイ・ジュリアラス、ジェノサイド）
- 俺は彼女を信じてる! 〜遠距離恋愛のススメ〜（西野 千影）
- あなたの知らない看護婦 〜性的病棟24時〜（白鳥 天音）
- 炎の孕ませ同級生（伊豆苗 芽依理、北守 千尋）
- 剣乙女ノア（サーラン）
- 魔将の贄2（アーシス・アンバルド）
- 魔法戦士エリクシルナイツ（立花 亜梨子）
- 淫烙の巫女（滝沢 遥）
- Sweet Home 〜Hなお姉さんは好きですか?〜（曽我 楓）
- 淫シリーズ（音羽 サキ）[1]
  - 淫触痴漢電車 - 5月29日[要出典]
  - 淫縛監禁調教 - 6月29日[2]
  - 淫辱淫肛開発 - 8月31日[3]
  - 淫乱露出調教 - 9月28日[要出典]
  - 淫獄公衆輪姦 - 11月22日[4]
  - 濃生中出し - 12月21日[5]

#### 2008年
- アルタードピンク〜特務戦隊デュエルレンジャー〜 （櫻木ひかる）
- イヌミミバーサク（纏山 はずみ）
- 淫夢学園「だめ…こんなになっちゃうのは夢の中だけなの…!」（天道寺 あいか）
- 裏・催眠術2（霧島 さゆり）
- こなゆき ふるり〜柚子原町カーリング部〜（松島 小雪）
- 新ジャンル・えすでれっ!!（鈴鷹・マリアローズ）[6]
- セイクリッドグラウンド（立花 亜梨子（エリクシルライム））
- 超外道勇者（ナナ・ゲイルスバーグ）
- どっぷり中出し学園戦争（六條 あやか、御堂 礼子）
- 奴隷将校クラリス 〜白濁のグローリエ〜（ブレンダ・オールビー）
- ニセ教師〜性活指導ADV〜（紫藤 香澄）
- 毎日けだものっ!!らぶえろ☆ももいろ☆すくーるらいふ♪（水無月 ひかる）
- 魔女道〜あの散り際の美しさ〜（天乃川 すばる）
- 魔法戦士レムティアナイツ〜光の乙女たち〜（立花 亜梨子）
- 凌辱人妻倶楽部（綿津見 瑞穂）
- LILITH-IZM03 〜IFストーリー編〜（雪見 千秋）[7]
- 輪姦倶楽部（雪見 千秋）[8]
- 輪罠II 〜Gang-Rape〜（中條 時雨）

#### 2009年
- ぱいタッチ!（八茅草 みいく、羽生 翠花）
- エルフの双子姫 ウィランとアルスラ（ウィラン・ラステイル・アマスティラ）
- もしもこんなショッピングモールがあったら!? いきます☆（仙道 一葉、シャロン・ウィリアムズ、烏丸 凛子、大林 瑠依）
- 来てね!魔法戦士の学園祭 〜FANDISCの乙女たち〜（立花 亜梨子）
- 姫狩りダンジョンマイスター（リリィ）

#### 2010年
- 戦女神VERITA（エクリア・フェミリンス、リリィ）

#### 2012年
- ヌキアニ!! Vol.1 イッてイカせてブッかけて つるぺたツンデレ処女 & セクハラ大好き巨乳女子大生 with Sweet Home（曽我 楓）
- 炎の孕ませおっぱい乳同級生（伊豆苗 芽依理）[9][10]
- ヌキアニ!! Vol.2 メガネにたっぷりブッかけて ドすけべザーメンサイエンティスト&マシュマロ爆乳ウェイトレス with Sweet Home（曽我 楓）

#### 2013年
- 奴隷な彼女 PREMIUM BOX（矢口 アスカ）
- 淫烙の巫女 ～淫蕩絵巻～（滝沢 遥）
- ヌキアニ!! Sweet Home（曽我 楓）

#### 2014年
- 奴隷な彼女 PREMIUM BOX（矢口 アスカ）

#### 2016年
- 姫狩りインペリアルマイスター→真 姫狩りインペリアルマイスターA（2016年 - 2020年、リリィ）
- こっすこす! あなた好みのコスプレHしてあげる HDリマスター（神乃 祈里）

#### 2017年
- すくーるヘブン らぶえろハーレム☆ももいろタイフーン いんもらるえでぃしょん（獅堂 葵）

#### 2018年
- 緋奈沢智花の絶対女王政（緋奈沢 智花、緋奈沢 日奈子）

#### 2019年
- アナザーヒロイン（桃坂かなめ）
- 毎日けだものっ!! らぶえろ☆ももいろ☆すくーるらいふ♪ いんもらるえでぃしょん（水無月 ひかる）

#### 2021年
- 催眠学習 Secret Desire（姫宮 月乃）
- 搾精病棟〜性格最悪のナースしかいない病院で射精管理生活〜（タチバナ[11]）

#### 2022年
- ヘンタイ・プリズン（シモヘイヘーイ、革オナサポ、尺八様、2万、圧縮ちゃん、絶頂びしゃ膣穴熊、和姦・ハンセン）
- 搾精病棟〜邪悪なるお局ナースが潜む病院で調教生活〜（タチバナ[12]）
- 搾精病棟〜凶悪なる看護師長が支配する病院の深淵へ潜入捜査〜（タチバナ[13]）

#### 2023年
- ラブカフェ ～童貞な俺でも、巨乳女先輩と同棲できるってマジですか？～（有川 和泉）
- ハーレム×楽園 - Harem × Shangri-La -（真明寺 凛々）

### アダルトアニメ
- 搾精病棟 THE ANIMATION 〜タチバナ編〜（2021年、タチバナ[14]）
  - 搾精病棟 THE ANIMATION 第2巻 ～クロカワ編～（2022年、タチバナ[15]）